# Your Love Is King
"Your Love Is King" is een nummer van de Britse band Sade uit 1984.

## Achtergrond
Het lied werd geschreven door zangeres Sade en gitarist Stuart Matthewman. In het Verenigd Koninkrijk was het de debuutsingle van de band, in de Verenigde Staten werd het als derde single van het album uitgebracht in de zomer van 1985.
Het nummer is het best scorende nummer van de groep in het Verenigd Koninkrijk en behaalde de zesde plaats in de UK Singles Chart. In de Verenigde Staten kwam het tot nummer 54 in de Billboard Hot 100 en in de Vlaamse Ultratop 50 bereikte het plek 38. De Nederlandse Top 40 werd niet gehaald.
Sade zong het lied tijdens het Live Aid-concert. De Britse zanger Will Young coverde het nummer in 2004 voor de soundtrack van de film Bridget Jones: The Edge of Reason.

## NPO Radio 2 Top 2000
Your Love Is King stond in 2024 voor het eerst in de NPO Radio 2 Top 2000, op plek 1967.